# 八不淨
八不淨，佛教術語，指加入出家僧團之後，佛教出家僧侶不應該擁有的八種事物。
八不淨有兩種說法：
1. 金、銀、奴、婢、牛羊、倉庫、販賣、耕種。[1]
2. 一田園、二種植、三穀帛、四畜人僕、五養禽獸、六錢寶、七褥釜、八象金飾床及諸重物[2]。

原始佛教戒律中，出家僧侶不能擁有財產，從事耕種、畜牧、商業等也被視為犯戒，出家人只能以乞討為生，因此有這種戒律。

## 參看
- 十不淨